# Aorun zhaoi
Aorun zhaoi ("Rey dragón del mar occidental de Zhao Xijin") es la única especie conocida del género extinto Aorun de dinosaurio terópodo celurosauriano, que vivió a finales del período Jurásico, en lo que hoy es Asia. Sus restos fósiles, aparecidos en la Formación Shishugou en Xinjiang, China, pertenecen a un único individuo juvenil. Un análisis filogenético inicial lo coloca como un celurosauriano basal.

## Descripción
El holotipo, IVPP V15709, consiste del cráneo, la mandíbula inferior, una vértebra del cuello, una vértebra dorsal, tres vértebras de la cola, la ulna izquierda y la mano, los extremos inferiores de ambos pubis y la parte inferior de las patas. En el cráneo, la órbita ocular derecha contiene un anillo esclerótico casi completo que se compone de huesecillos solapados. Se estima que el número de dientes en el premaxilar es de cuatro, en el maxilar doce, y en el dentario entre veinticinco y treinta. Los dientes son muy particulares, pues a diferencia de otros terópodos no tienen bordes aserrados en el premaxilar y en algunos dientes del dentario, o tienen sierras muy finas (∼10/mm) solo en la carena distal  - dientes maxilares y algunos del dentario. Sin embargo, los autores señalaron que la variabilidad en la dentición puede ser consecuencia de su condición juvenil.

### Tamaño y etapa ontogénica
El espécimen, según se puede juzgar de los restos disponibles del esqueleto, representa a un pequeño depredador bípedo. El espécimen tipo es un individuo juvenil y mide cerca de 1 metro de longitud, y pesaría cerca de 1.5 kilogramos. Choiniere et al. (2013) notaron que, basándose en el análisis histológico de su fémur y tibia y otras características del espécimen, este tendría como mucho un año de edad, y claramente no es perinatal.

## Descubrimiento e investigación
La especie tipo Aorun zhaoi fue nombrada y descrita en 2013 por Choiniere, Clark, Catherine Forster, Mark Norell, David Eberth, Gregory Erickson, Chuc Hongjun en Xu Xing. El nombre del género se deriva del chino mandarín y en realidad es el nombre abreviado masculino de Ao Run, que es una deidad mítica china, el Rey dragón del mar occidental en la epopeya Viaje al Oeste. El nombre de la especie honra al profesor Zhao Xijin, quien lideró varias importantes expediciones paleontológicas en la Cuenca Junggar. Aorun zhaoi Es la única especie para este género, por lo tanto es monotípico.
Los fósiles descubiertos, que incluyen el cráneo con numerosos dientes, algunas  vértebras y huesos de las patas fueron descubiertos por James Clark, profesor de biología en el Departamento de Ciencias Biológicas de la Universidad George Washington con su entonces estudiante de doctorado Jonah Choiniere, junto a un equipo de investigadores internacionales en una remota región en Xinjiang, China en 2006. Ellos originalmente divisaron una parte de un hueso de la pata expuesto sobre la superficie, y cuando procedieron a excavarlo, encontraron el cráneo debajo de este.
Aorun es diferente de los otros terópodos descubiertos en la misma región, como Guanlong, Haplocheirus, Limusaurus, Monolophosaurus, Sinraptor y Zuolong. Es diferente de Guanlong por carecer de una cresta medial en el premaxilar, nasales y en el hueso frontal. También carece de narinas externas altas, y un corto proceso maxilar anterior. Tiene un cuerpo premaxilar corto, pero con una mayor fenestra maxilar, un yugal en forma de barra, finos bordes aserrados apenas espaciadosen la carena distal del diente del maxilar y el dentario. Los centros de las vértebras cervicales son alargados con dos forámenes neumáticos, la espina neural es corta y se alarga en dirección posterior en la vértebra dorsal, y el eje púbico es curvado en el extremo. Los huesos de las extremidades son también significativamente diferentes.
Los fósiles descubiertos, que incluyen el cráneo con numerosos dientes, algunas  vértebras y huesos de las patas fueron descubiertos por James Clark, profesor de biología en el Departamento de Ciencias Biológicas de la Universidad George Washington con su entonces estudiante de doctorado Jonah Choiniere, junto a un equipo de investigadores internacionales en una remota región en Xinjiang, China en 2006. Ellos originalmente divisaron una parte de un hueso de la pata expuesto sobre la superficie, y cuando procedieron a excavarlo, encontraron el cráneo debajo de este.

## Clasificación
Los autores situaron a Aorun en una posición basal en Coelurosauria, pero en cualquier caso es más derivado que los Tyrannosauroidea. Es posible que sea un miembro de Coeluridae que es el clado más basal de Maniraptora. La asignación de Aorun en esta posición se debe a la carencia de sinapomorfias que pudieran proveer evidencia de una afinidad con celurosaurios más derivados. Debe señalarse que Tykoski (2005) y otros han mostrado que los taxones basados en ejemplares inmaduros (como es el caso de este espécimen) son codificados como adultos en un análisis filogenético, aparecen artificialmente en posiciones primitivas en comparación a los adultos del mismo taxón.

### Rasgos de diagnóstico
Los autores de la descripción establecieron rasgos de diagnóstico. En la depresión de la abertura craneal, la fenestra antorbitalis, al frente hay una segunda abertura, la fenestra maxillaris, que ocupa la mayor parte de esta depresión. Los dientes en el maxilar tenían dentículos solo en sus bordes posteriorews que son muy pequeños y se dirigen hacia la punta de los dientes. Las vértebras cervicales son medianamente opistocelosas: con los centros convexos en el frente y cóncavos en la parte posterior. Las garras de la mano son diferentes entre sí: la garra del pulgar es grande y curva, pero las otras son pequeñas y tienen un borde inferior recto. La tibia tiene en su lado externo frontal solo un surco alto y estrecho que funcionaba como contacto con la parte superior del astrágalo. Este processus ascendens sin embargo, aunque ciertamente posicionado en el lado externo, es bajo.

## Paleoecología

### Proveniencia geológica
Los restos del espécimen tipo de Aorun zhaoi IVPP V15709 fueron recuperados en la localidad de Wucaiwan, en la mitad inferior de la Formación Shishugou, en la Cuenca Junggar en Xinjiang, China. El espécimen fue recolectado por una expedición de campo del IVPP-GWU en 2006, en una lutita terrestre pardo-rojiza, cuya edad fue establecida mediante la datación radiométrica en hace aproximadamente 161.2 millones de años, en el límite de las épocas del Oxfordiense y el Calloviense del péríodo Jurásico. Este hallazgo es significativo debido a que los fósiles de celurosaurios del Jurásico son raros. Este espécimen se encuentra alojado en la colección del Instituto de Paleontología de Vertebrados y Paleoantropología en Pekín, China.

### Fauna y hábitat
El paleoecosistema de la Formación Shishugou era cálido y húmedo pero tenía una temporada de clima seco a lo largo de la cuenca. En la localidad de Wucaiwan de esta formación se han hallado los restos de otros terópodos, como el ceratosaurio primitivo Limusaurus inextricabilis, el celurosaurio basal Zuolong salleei, el tiranosauroideo Guanlong wucaii y el alvarezsauroideo Haplocheirus sollers. Sin embargo, estos otros terópodos fueron recuperados de sedimentos que databan del Oxfordiense. Esta rica paleofauna también incluía pterosaurios como Sericipterus, ornitisquios como Jiangjunosaurus y Yinlong y saurópodos como Bellusaurus, Klamelisaurus, Tienshanosaurus y Mamenchisaurus. Aorun probablemente era un depredador de pequeñas presas como lagartos y mamíferos. Aorun es el séptimo terópodo y el más antiguo celurosaurio encontrado en la Formación Shishugou, la cual es considerada una de las más diversas faunas de terópodos de mediados a finales del Jurásico tanto trófica como filogenéticamente.